# Liste des phares d'Irlande
C'est une liste de phares en Irlande comprenant l'Irlande et l'Irlande du Nord (Royaume-Uni).
Les Commissioners of Irish Lights  sont responsables de la majorité des phares autour de l'île, mais quelques-uns sont sous la responsabilité d'autorités portuaires locales.
La liste principale identifie ces phares dans le sens des aiguilles d'une montre en commençant avec le phare de Dundalk du Comté de Louth jusqu'aux phares du Comté de Down.

## Irlande

### Comté de Louth
- Phare de Dundalk Pile

### Comté de Dublin

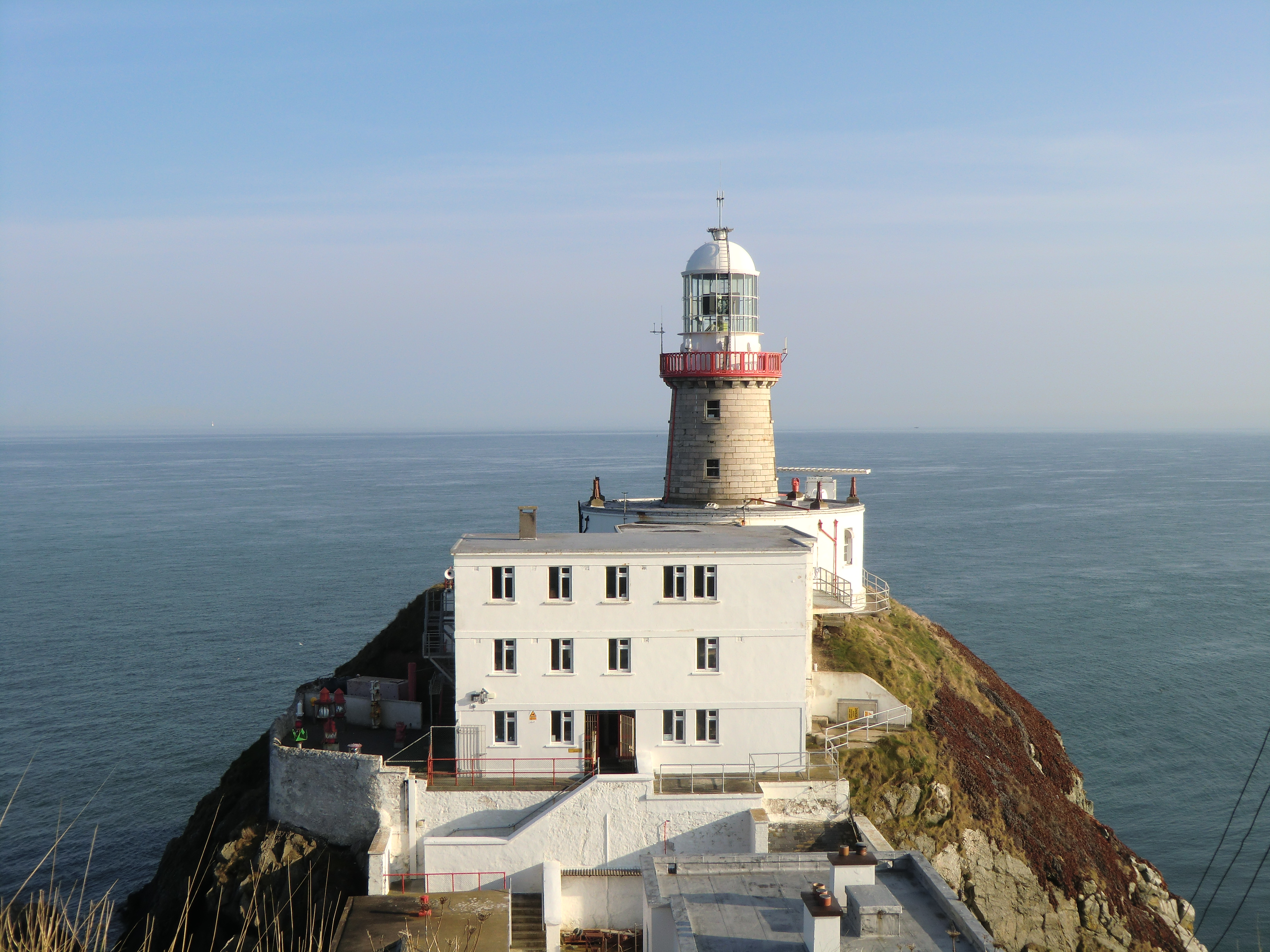
Phare de Baily

- Phare de Rockabill
- Phare de Howth
- Phare de Baily
- Phare de Kish Bank
- Phare de Poolbeg
- Phare de Muglins

### Comté de Wicklow
- Phare de Wicklow Head

### Comté de Wexford
- Phare de Tuskar Rock
- Phare de Hook
- Phares de Duncannon

### Comté de Waterford
- Phare de Dunmore East
- Phare de Ballinacourty Point (Dungarvan)
- Phare de Mine Head

### Comté de Cork

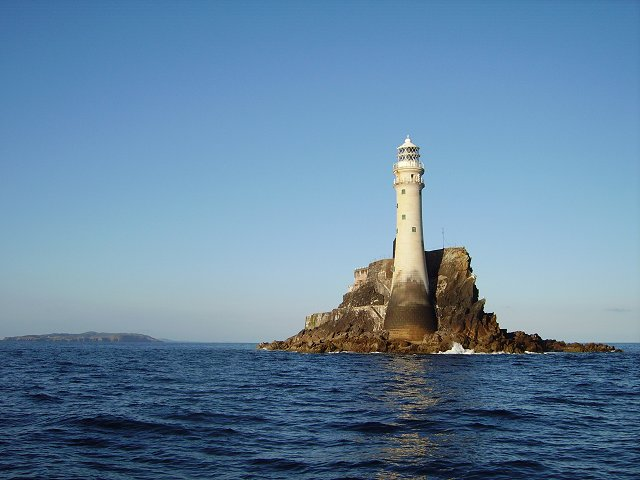
Phare du Fastnet

- Phare de Youghal
- Phare de Ballycotton
- Phare de Roches Point
- Phare de Spit Bank
- Phare de Charles Fort
- Phare de Old Head of Kinsale
- Phare de Galley Head
- Balise de Baltimore Beacon
- Phare du Fastnet
- Phare de Copper Point
- Phare de Crookhaven
- Phare de Mizen Head
- Baie de Bantry :
  - Phare de Roancarrigmore
  - Phare de Castletownbere
  - Phare de Ardnakinna
  - Phare de Sheep's Head
  - Phare de Bull Rock

### Comté de Kerry

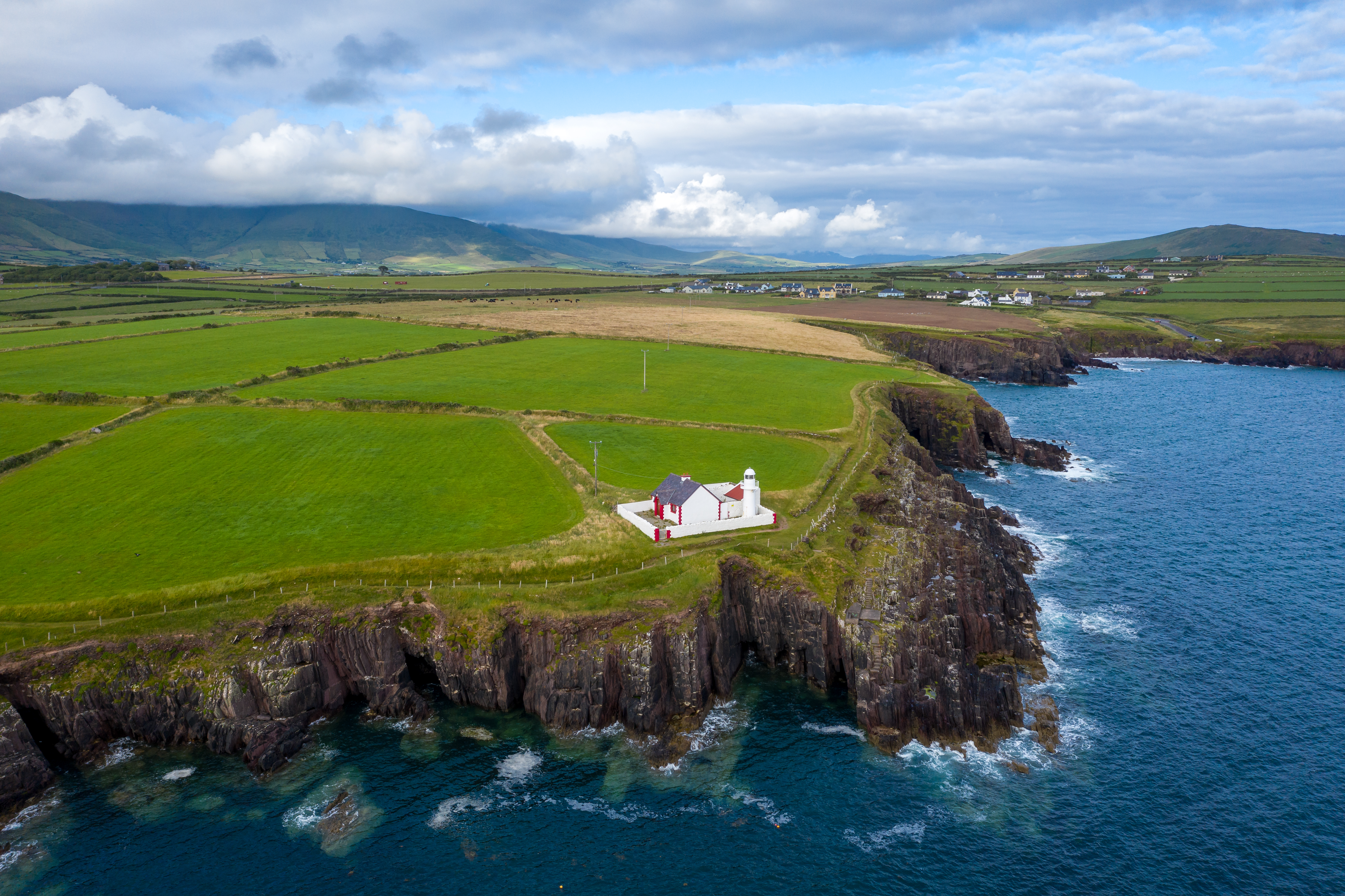
Phare de Dingle, à l'entrée de la baie de Dingle.

- Phare de Skellig Michael (Îles Skellig)
- Phare de Cromwell Point (Île de Valentia)
- Phare d'Inishtearaght, phare européen le plus à l'Ouest ;
- Phare de Little Samphire
- Phare de Dingle (en irlandais : Teach Solais an Daingin) coord. : 52° 07′ 18″ N, 10° 15′ 30″ O

### Comté de Clare
- Estuaire du Shannon :
  - Phare de Tarbert Island
  - Phare de Beeves Rock
  - Phare d'Inish Cathaigh (Île Scattery)
- feu directionnel de Carrigaholt
- Phare de Kilcredaun Head (inactif)
- Phare de Loop Head
- Phare de Black Head (Baie de Galway)

### Comté de Galway

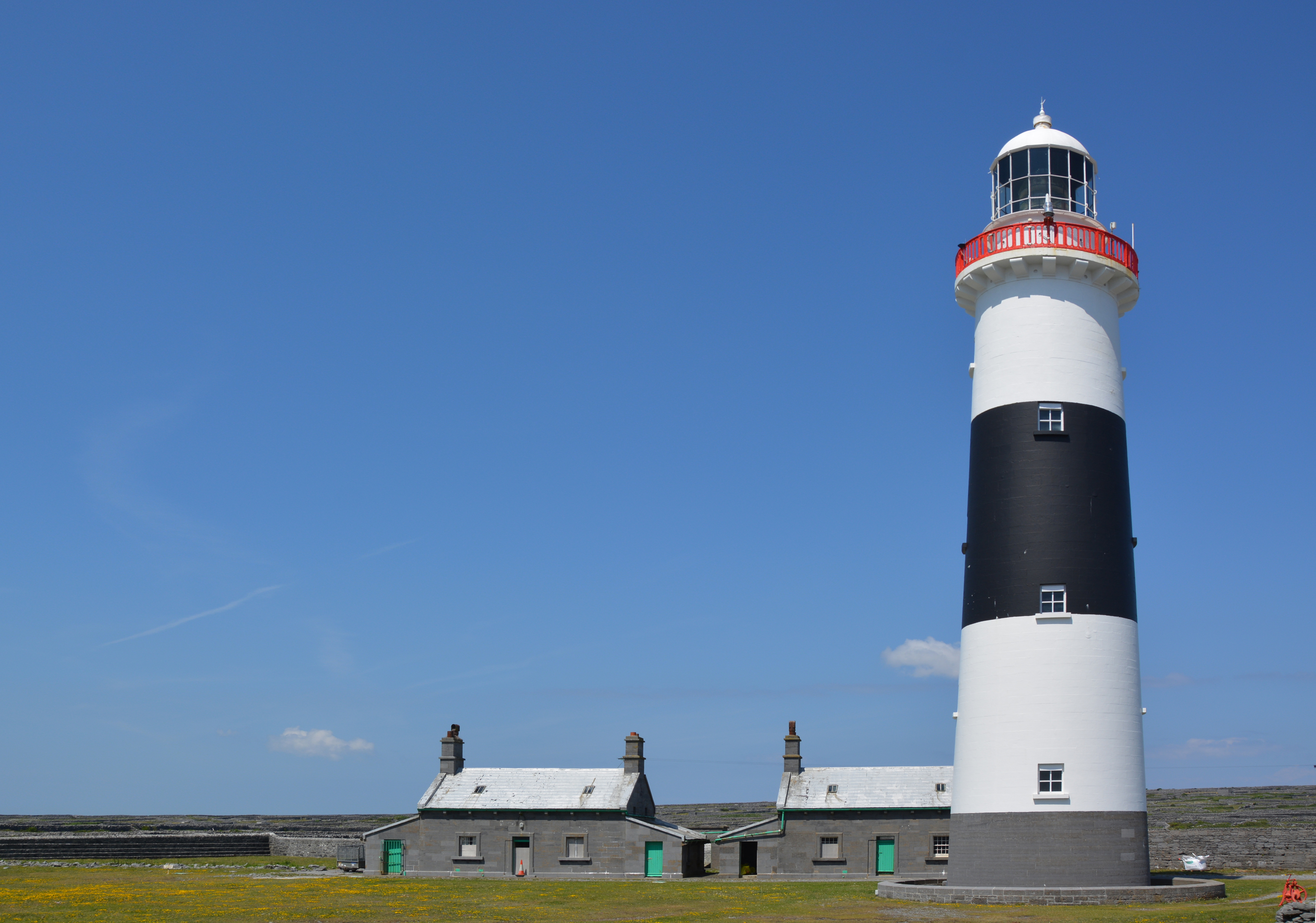
Phare d'Inisheer

- Phare de Cashla Bay
- Îles d'Aran :
  - Phare d'Inisheer
  - Phare d'Inishmore (Inactif)
  - Phare d'Eeragh
  - Phare de Straw Island
- Phare de Slyne Head

### Comté de Mayo
- Clew Bay :
  - Phare d'Inishgort
  - Phare de Clare Island (Inactif)
  - Phare d'Achillbeg
- Péninsule de Mullet :
  - Phare de Blacksod
  - Phare de Black Rock
  - Phares d'Eagle Island
  - Phare de Broadhaven

### Comté de Sligo
- Baie de Sligo :
  - Phare de Black Rock
  - Phare d'Oyster Island
  - Phare de Lower Rosses

### Comté de Donegal
- Phare de Rotten Island
- Phare de St John's Point

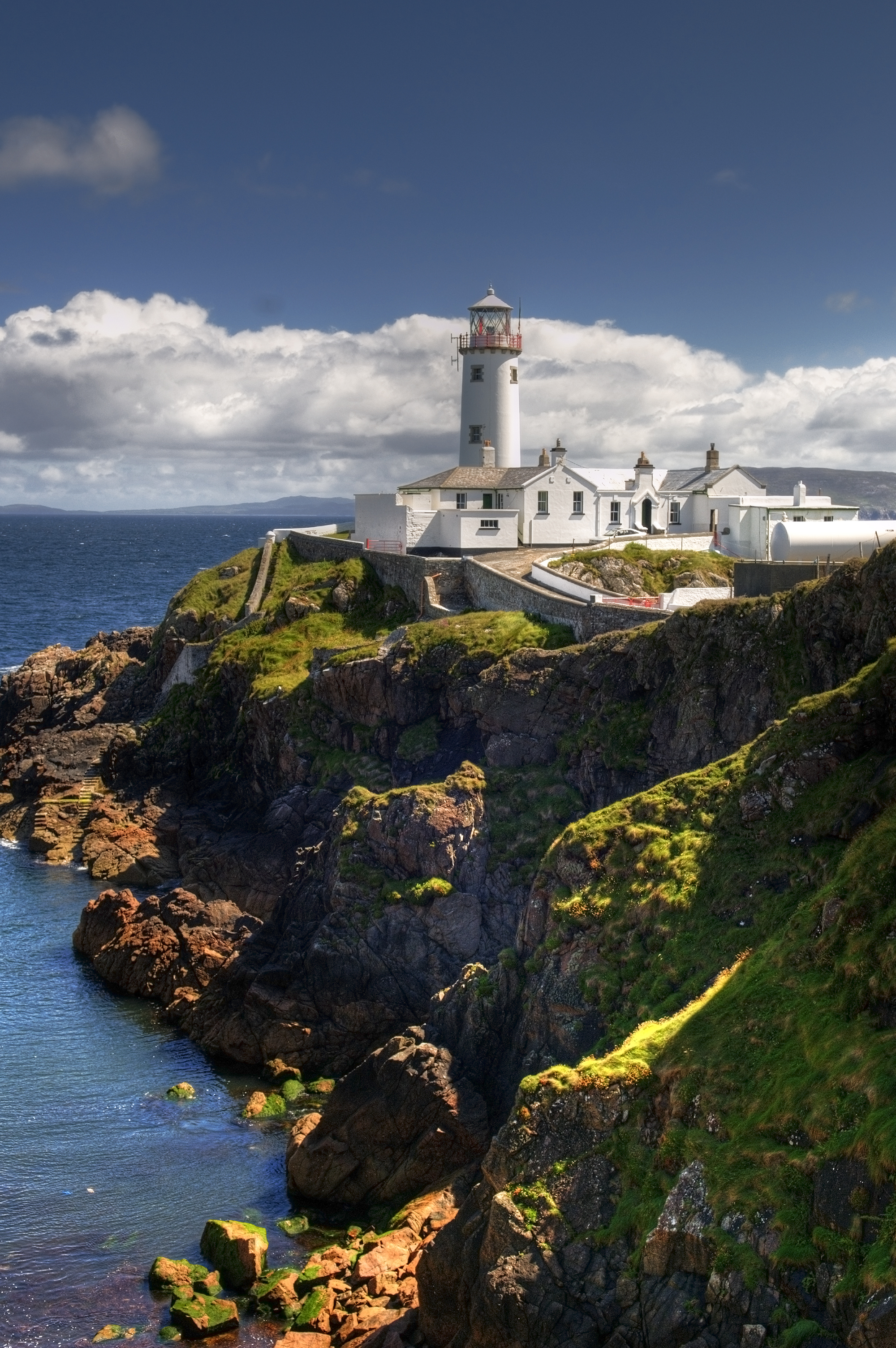
Phare de Fanad Head

- Phare de Rathlin O'Birne (Gleann Cholm Cille)
- Phare de Ballagh Rocks
- Phare d'Arranmore
- Phare de Tory Island (Île de Toraigh)
- Phare de Buncrana
- Phare de Dunree
- Phare de Fanad Head
- Phare d'Inishtrahull
- Phare d'Inishowen

## Irlande du Nord

### Comté d'Antrim
- Île de Rathlin :
  - Rathlin West
  - Rathlin East
  - Phare de Rue Point
- Phare de Maidens
- Phare de Ferris Point (Inactif)
- Phare de Chaine Memorial
- Phare de Black Head (Antrim)

### Comté de Down
- Phare de Mew Island
- Phare de Donaghadee
- Phare d'Angus Rock
- Phare de St John's Point
- Carlingford Lough :
  - Phare de Green Island
  - Phare de Vidal Bank
  - Phare d'Haulbowline